# Acrodictyopsis lauri
Acrodictyopsis lauri är en svampart som beskrevs av P.M. Kirk 1983. Acrodictyopsis lauri ingår i släktet Acrodictyopsis, divisionen sporsäcksvampar och riket svampar.   Inga underarter finns listade i Catalogue of Life.